# Autostraddle
Autostraddle est un magazine en ligne indépendant et un réseau social pour les femmes lesbiennes, bisexuelles et queer (cis et trans), ainsi que pour les personnes non binaires et les personnes trans quel que soit leur genre. Ce site internet est une « source médiatique politiquement progressiste et féministe queer » dont le contenu couvre les actualités LGBT et féministes, la politique, , la culture, les arts et le divertissement ainsi que des billets d'opinion et des contenus de style de vie tels que le do it yourself, le sexe, les relations, la mode, la cuisine et les technologies.
Autostraddle a été fondé en 2009 par Riese Bernard, l'actuelle directrice du site, et l'ancienne directrice artistique Alexandra Vega. En juin 2020, Kamala Puligandla remplace Bernard au poste de rédactrice en chef. En juin 2021, Carmen Phillips a été nommée nouvelle rédactrice en chef .
Le site a reçu 400 000 visiteurs uniques et 2 millions de vues par mois en 2012. En 2016, ces chiffres étaient passés à un million de visiteurs uniques et 3,5 millions de vues par mois. En 2023, le site a reçu 2,5 millions de vues uniques par mois. Le site web a reçu le prix Outstanding Blog Award de GLAAD en 2015 et a été nommé en 2013, 2014 et 2018,,,.

## Historique
Riese Bernard a fondé Autostraddle en mars 2009 avec Alexandra Vega, l'ancienne directrice artistique du site. Elles voulaient créer un site web pour les femmes queer, et que ce site ne ressemble pas aux autres sites existants à l'époque. L'équipe senior est composée de Riese Bernard, Laneia Jones, Carmen Philips, Kayla Kumari Upadhyaya, Nicole Hall, Heather Hogan et Viv Le.
Dans un article pour Nylon Magazine, la fondatrice Riese Bernard a discuté des stratégies de revenus alternatifs d'Autostraddle dans le contexte de la désintégration rapide des publications et des espaces en ligne destinés aux femmes queers. Elle remarquait que les annonceurs n'achetaient généralement pas d'espace publicitaire sur le site web. Le modèle de financement d'Autostraddle se base principalement sur les adhésions, la vente de produits dérivés et les levées de fonds dans la communauté.
L'entreprise est rachetée en 2023 par l'entreprise For Them.

## Contenu
Autostraddle publie du contenu sur, entre autres choses, les dynamiques relationnelles, la politique queer radicale et les injustices économiques. En 2019, Riese Bernard et Kristin Russo du podcastBuffering the Vampire Slayer ont lancé To L and Back, un podcast récapitulant chaque épisode de The L Word dans l'ordre, un par un. La cinéaste Carly Usdin a pris le relais de Russo en tant que co-animatrice à partir de la saison 2, et l'émission a commencé à faire régulièrement appel à des invités spéciaux,.

### Queer Girl City Guides
Dans sa section voyages, Autostraddle a commencé à publier des guides urbains pour filles queers (Queer Girl City Guides) en 2012. Ces guides touristiques urbains sont créés par les utilisatrices et approuvés par Autostraddle. Ils couvrent des villes aux États-Unis et d'autres pays et s'adressent aux femmes queer qui déménagent ou voyagent dans une ville inconnue. Les guides proposent des endroits où danser, manger, boire, se divertir, faire la fête, faire du sport, recevoir une « coupe de cheveux alternative » ou un tatouage, participer à une marche des fiertés, acheter des livres et des publications LGBTQIA+, faire de l'activisme, etc. Les guides donnent également des informations sur les universités locales, les quartiers gays et les quartiers et lieux à éviter. Certains guides incluent également des sections sur la culture trans,.

### Autostraddle TV Awards
Depuis septembre 2018, Autostraddle organise une cérémonie de remise de prix, les Autostraddle TV Awards (anciennement les « Gay Emmys » et les « Queer TV Awards »), au cours desquels les lectrices et les contributrices élisent chaque année les meilleures émissions de télévision LGBTQIA+.

## Événements
Autostraddle organise des événements en présentiel tels que les Holigay Meet-Ups et le Pride Meet-Up Month, qui sont organisés par des utilisatrices avec le soutien et la publicité d'Autostraddle. Autostraddle propose aussi des idées, des conseils et des ressources pour organiser une rencontre en présentiel.

### A-Camp
En avril 2012, Autostraddle a organisé le premier A-Camp à l'Alpine Meadows Retreat Center à Angelus Oaks, en Californie. Lors de cet événement-pilote, une équipe de 35 personnes y a accueilli 163 campeuses queers. Au sein des A-Camps sont organisés des conférences, ateliers, groupes de parole, classes, divertissements et autres activités. Les A-Camps suivants étaient des événements plus importants, avec 300 à 400 campeurs personnel compris ; ils ont pris place sur le même site en Californie en septembre 2012, mai 2013, octobre 2013, mai 2014, mai 2015  et juin 2016. L'événement s'est déplacé dans le Wisconsin en octobre 2016 et mai 2017, puis à Ojai, en Californie, en mai 2018. L'événement a ensuite été mis sur pause à cause de la pandémie de COVID-19.
Parmi les invitées spéciales du A-Camp ont figuré Mary Lambert, Cameron Esposito, River Butcher, Julie Goldman, Brandy Howard, Be Steadwell, Mara Wilson, Gabe Dunn, DeAnne Smith, Hannah Hart, Somer Bingham, Lex Kennedy, Megan Benton, Mal Blum, Dan Owens-Reid, Kristin Russo, Jasika Nicole, Jenny Owen Youngs, Julia Nunes, Brittani Nichols, Mollie Thomas, Haviland Stillwell, Ashley Reed et Sarah Croce. Le podcast Nancy de la radio WNYC a présenté A-Camp dans l'épisode "« Kathy Goes to Camp »".

## Récompenses reçues
Aux Weblog Awards de 2012, Autostraddle a reçu les prix du Best Weblog of the Year, Best Group/Community Weblog et Best Entertainment Weblog (respectivement : meilleur blog de l'année, meilleur blog communautaire et meilleur blog de divertissement).
Autostraddle a été nommé dans la catégorie Outstanding Blog (blog exceptionnel) de la GLAAD en 2013, 2014, et 2018, et a remporté le trophée en 2015.
Un de leurs articles, « 105 Femmes trans à la télé américaine : histoire et analyse » de Riese Bernard, a été nommé pour un GLAAD Media Award dans la catégorie Outstanding Digital Journalism en 2017.